# Norman Dello Joio (musicien)
Norman Dello Joio (New York, 24 janvier 1913 – East Hampton, 24 juillet 2008) est un compositeur américain qui a remporté le prix Pulitzer en 1957.

## Biographie
Dello Joio est né Nicodemo DeGioio à New York de parents immigrés italiens. Ses ancêtres étaient organistes de père en fils. Il commence sa formation avec son père, lui-même organiste, pianiste et chef de chœur, à quatre ans et étudie, adolescent, l'orgue avec son parrain, Pietro Yon, organiste à la Cathédrale Saint-Patrick. Il travaille ensuite à l'Institut de musique entre 1933 et 1938 avec Gaston Déthier, puis grâce à une bourse, à la Juilliard School où il étudie la composition avec Bernard Wagenaar (1939–1941). Alors qu'il travaille comme organiste à l'église Sainte-Anne, il décide d'abandonner l'idée de devenir organiste pour gagner sa vie, et entre 1941 et 1943, il travaille à l'Université Yale avec Paul Hindemith qui l'encourage à suivre sa propre veine lyrique, plutôt que de sacrifier au système atonal. 
Ensuite, il enseigne au Sarah Lawrence College (1945–1950), au Mannes College (1958–1972), puis à l'Université de Boston, en tant que doyen des beaux-arts.
Il commence sa carrière dès ses quatorze ans, comme organiste et de chef de chœur à la Star of the Sea Church à City Island de New York.
Il a reçu nombre de prix et beaucoup de reconnaissance. Compositeur prolifique dans une multitude de genres, il est peut-être mieux connu pour sa musique chorale. Peut-être la plus célèbre œuvre de Dello Joio, est-elle dans la catégorie ensemble à vents : Fantasies on a Theme by Haydn, composée pour l'ensemble à vents de l'Université d'État du Michigan et interprétée un peu partout dans le monde à de nombreuses reprises. Dello Joio a également écrit plusieurs pièces pour des ensembles d'étudiants et d'orchestre à cordes professionnel, notamment Choreography: Three Dances for String Orchestra. En 1948, il s'associe avec la danseuse Martha Graham, pour laquelle il a écrit plusieurs œuvres : Diversion of Angels et Seraphic Dialogue, une transcription pour orchestre de chambre de sa Symphony: The Triumph of Saint Joan.
Il remporte le prix Pulitzer de musique 1957 pour ses Meditations on Ecclesiastes ; dont la création a eu lieu à la Juilliard School le 20 avril 1956. Ses Variations, Chaconne and Finale remportent le prix du New York Critics Circle en 1948 – version orchestrale de sa Sonate pour piano no. 3.
En 1965, Dello Joio reçoit le Emmy Award pour « la plus exceptionnelles des musiques écrite pour la télévision pendant la saison 1964-1965 », pour sa partition d'une émission de la NBC, une émission spéciale « Le Louvre », diffusée en 1964. Le compositeur en a conçu une suite pour orchestre à vent, en cinq mouvements, intitulé Scenes from The Louvre. Cette suite a été commandée par le Baldwin-Wallace College pour leur ensemble de cuivres, et a été créée le 13 mars 1966, sous la direction du compositeur.
En 1978, il prend sa retraite et s'installe à Long Island.  Il a donné ses archives, manuscrits et correspondance à la New York Public Library.
Malgré l'infirmité qui le touchait, Dello Joio est actif comme compositeur jusqu'à ses dernières années. Il continue composer de la musique tant de chambre, chorale que de la musique pour orchestre. Il est mort dans son sommeil le 24 juillet 2008, à son domicile d'East Hampton.

## Style
Les premières œuvres de Dello Joio révèlent déjà certaines caractéristiques de son style. Il aime utiliser les chants traditionnels en tant que cantus firmus, avec un enrichissement contrapuntique. Il est amusant, mais pas incongru du tout, de trouver des mélodies grégoriennes et des mélodies et des rythmes proches du jazz, car ils sont mélangés dans une texture créative spontanée.
L'une des utilisations les plus remarquables de sa musique est sa partition destinée à la chorégraphe Martha Graham, Diversion of Angels.

## Œuvres
- Suite pour piano, 1940
- Ballad of Thomas Jefferson pour voix, 1943
- Vigil Strange pour chœur mixte et piano à quatre mains, 1943
- Magnificat pour orchestre, 1944
- Sextuor pour trois flûtes à bec et trio à cordes, 1944
- The Mystic Trumpeter pour chœur mixte, soprano et cor anglais, 1944
- Prelude: To a Young Musician pour piano, 1945
- To a Lone Sentry pour orchestre, 1945
- On Stage ballet score pour orchestre, 1945
- Suite from "On Stage" pour deux pianos, 1945
- Prelude: To a Young Dancer pour piano, 1946
- Concerto pour harpe et orchestre, 1946
- A Jubilant Song pour chœur mixte ou chœur de femmes et piano, 1946, sur un poème de Walt Whitman
- Sonate no 1 pour piano, 1947
- A Fable pour chœur mixte et piano, 1947
- Madrigal pour chœur mixte et piano, 1947
- Sonate no 2 pour piano, 1948
- Mill Doors pour voix, 1948
- Sonate no 3 pour piano, 1948
- Trio pour flûte, violoncelle et piano, 1948
- New Born pour voix, 1948
- There is a Lady Sweet and Kind pour voix, 1948
- Fantasia on a Gregorian Theme pour violon et piano, 1949
- Concert Music pour orchestre, 1949
- Duo Concertato pour violoncelle et piano, 1949
- The Assassination pour voix, 1949
- Lament pour voix, 1949
- Diversion of Angels musique de ballet pour petit orchestre, 1949
- Variations et Capriccio pour violon et piano, 1949
- Nocturne en mi majeur pour piano, 1950
- Nocturne en fa-dièse majeur pour piano, 1950
- Variations, Chaconne and Finale pour orchestre, 1950
- The Triumph of St. Joan, opéra en 3 actes, 1950 (ultérieurement adapté en The Trial at Rouen pour la télévision en un opéra en un acte)
- A Psalm of David pour chœur mixte, cordes, cuivres et percussion, 1951
- New York Profiles pour orchestre, 1952
- The Bluebird pour chœur mixte et piano, 1952
- Sérénade pour orchestre (basée sur Diversion of Angels), 1953
- Somebody's Coming pour chœur mixte et piano, 1953
- Epigraph pour orchestre, 1953
- Song of the Open Road pour chœur mixte, trompette et piano, 1953
- Song of Affirmation pour chœur mixte, soprano, narrateur et orchestre, 1953
- Sweet Sunny pour chœur mixte et piano, 1954
- Six Love Songs pour voix, 1954
- The Tall Kentuckian musique de scène pour solistes, chœur et orchestre, 1954
- Concertante pour clarinette et orchestre, 1955
- Aria et Toccata pour deux pianos, 1955
- The Ruby opéra en un acte, 1955
- Adieu, Mignonne, When You Are Gone pour chœur de femmes et piano, 1955
- Meditations on Ecclesiastes pour orchestre à cordes, 1956
- Air Power suite symphonique pour orchestre, 1957
- To Saint Cecilia pour chœur mixte et cuivres, 1958
- O Sing unto the Lord pour chœur d'hommes et orgue, 1959
- The Listeners pour voix, 1960
- The Holy Infant's Lullaby pour voix (également pour chœur mixte ou pour chœur de femmes) et piano, 1962
- Family Album pour piano à quatre mains, 1962
- Prayers of Cardinal Newman pour chœur mixte et orgue, 1962
- Three Songs of Adieu pour voix, 1962
- Fantasy and Variations pour piano et orchestre, 1963
- Fantaisies sur un thème de Haydn, 1963
- Variants on a Medieval Tune pour ensemble de cuivres, 1963
- Un Sonetto di Petrarca pour voix, 1964
- Colloquies pour violon et piano, 1964
- Song's End pour chœur de femmes et piano, 1964
- The Louvre partition pour la télévision, 1964
- Suite for the Young pour piano, 1964
- Three Songs of Chopin pour orchestre (également pour chœur à deux ou quatre voix avec piano ou orchestre), 1964
- From Every Horizon pour ensemble de cuivres, 1965
- Laudation pour orgue, 1965
- Antiphonal Fantasy pour orgue, cuivres et cordes, 1966
- Scenes from « The Louvre » pour ensemble de cuivres, 1966
- Songs of Walt Whitman pour chœur mixte et orchestre (ou piano), 1966
- A Christmas Carol pour voix (également pour chœur mixte ou de femmes et piano), 1967
- Five Images pour piano à quatre main, 1967
- Air pour cordes pour orchestre à cordes, 1967
- Five Images pour orchestre, 1967
- Proud Music of the Storm pour chœur mixte, cuivres et orgue, 1967
- Bright Star pour voix (également pour deux voix ou chœur mixte) et piano, 1968
- Christmas Music pour piano à quatre mains (également pour chœur mixte et piano), 1968
- Fantasies on a Theme by Haydn pour ensemble de cuivres, 1968
- Years of the Modern pour chœur mixte, cuivres et percussion, 1968
- Bagatelles pour harpe, 1969
- Capriccio on the Interval of a Second pour piano, 1969
- Homage to Haydn pour orchestre, 1969
- Messe pour chœur mixte, cuivres et orgue, 1969
- Note Left on a Doorstep pour voix, 1969
- Songs of Abelard pour baryton solo et orchestre de cuivres, 1969
- The Lamentation of Saul pour baryton, flûte, hautbois, clarinette, alto et piano (également pour orchestre), 1970
- Evocations pour chœur mixte et orchestre (ou piano), 1970
- Lyric Pieces for the Young pour piano, 1971
- Choreography pour orchestre à cordes, 1972
- The Developing Flutist, suite pour flûte et piano, 1972
- Of Crows and Clusters pour chœur mixte et piano, 1972
- Psalms of Peace pour chœur mixte, trompette, cor anglais, et orgue, 1972
- Come to Me My Love pour chœur mixte et piano, 1973
- Concertante pour cuivres, 1973
- The Poet's Song pour chœur mixte et piano, 1974
- Three Essays pour clarinette et piano, 1974
- Leisure pour chœur mixte et piano, 1975
- Lyric Fantasies pour alto et orchestre à cordes (ou quintette à cordes), 1975
- Stage Parodies pour piano à quatre mains, 1975
- Diversions pour piano, 1975
- Five Lyric Pieces for the Young Organist, 1975
- Mass in Honor of the Blessed Virgin Mary pour chanteur, congrégation, chœur mixte et orgue (ou cuivre), 1975
- Mass in Honor of the Eucharist pour chanteur, congrégation, chœur mixte et orgue, 1975
- Notes from Tom Paine pour chœur mixte a cappella, 1975
- Satiric Dances pour une comédie d'Aristophane pour ensemble de cuivres, 1975
- Colonial Ballads pour ensemble de cuivres, 1976
- Colonial Variants pour orchestre, 1976
- Songs of Remembrance pour baryton et orchestre, 1976
- Southern Echoes pour orchestre, 1976
- Arietta pour orchestre à cordes, 1978
- Caccia pour ensemble de cuivres, 1978
- Concertante pour orchestre de chambre, 1978
- As of a Dream pour narrateur, solistes, danseurs optionnel, chœur mixte et orchestre, 1979
- The Dancing Sergeant pour ensemble de cuivres, 1979
- Salute to Scarlatti pour piano ou clavecin, 1980
- Sonate pour trompette et piano, 1980
- Hymns Without Words pour chœur mixte et orchestre, 1981
- The Psalmist's Meditation pour chœur mixte et piano, 1981
- Concert Variants pour piano, 1983
- Ballabili pour orchestre, 1983
- Love Songs at Parting pour chœur mixte et piano, 1984
- I Dreamed of an Invincible City pour chœur et piano/orgue, 1984
- The Vigil, pour chœur, cuivres et percussion, 1985
- Nativity pour solistes, chœur et orchestre, 1987
- Passing Strangers pour chœur, 2003